# Ernst Leopold, Prinț de Leiningen
Ernst Leopold, al 4-lea Prinț de Leiningen (germană Ernst Leopold Victor Carl August Joseph Emich, Furst zu Leiningen) (9 noiembrie 1830 – 5 aprilie 1904) a fost nobil german.

## Biografie
A fost fiul cel mare al lui Karl, Prinț de Leiningen și a contesei Maria Klebelsberg. Tatăl său era fratele vitreg al reginei Victoria a Regatului Unit.
Ernst Leopold a intart în Royal Navy în 1849. EL a accedat la titlul de Prinț de Leiningen după decesul tatălui său la 13 noiembrie 1856. Promovat la rang de căpitan în 1860, el a comandat HMS Magicienne, apoi HMY Victoria and Albert. A fost numit comandant șef în 1885, promovat la rang de amiral în 1887 și s-a retras din marină în 1895.

### Căsătorie și copii
La 11 septembrie 1858, la Karlsruhe, Ernst Leopold s-a căsătorit cu Prințesa Maria de Baden (1834–1899), a treia fiică a lui Leopold, Mare Duce de Baden și a soției acestuia, Prințesa Sofia a Suediei. Ei au avut doi copii:
- Prințesa Alberta de Leiningen (24 decembrie 1863 – 30 august 1901).
- Prințul Emich de Leiningen (18 ianuarie 1866 – 18 iulie 1939); a devenit al 5-lea Prinț de Leiningen după decesul tatălui său în 1904; s-a căsătorit cu Prințesa Feodore de Hohenlohe-Langenburg (1866–1932).